# Límit d'exposició permissible
El límit d'exposició permissible (LEP) és un límit legal als Estats Units per a l'exposició d'un empleat a una substància química o a un agent físic. Per als productes químics, la regulació de substàncies químiques s'expressa generalment en parts per milió (ppm) o, de vegades, en mil·ligrams per metre cúbic (mg/m3). Les unitats de mesura per als agents físics com el soroll són específics per a l'agent. Els límits d'exposició permissibles són establerts per l'Occupational Safety and Health Administration (OSHA). La majoria dels LEP de l'OSHA es van publicar poc després de l'adopció de la llei Occupational Safety and Health (Seguretat Ocupacional i Salut o OSH) de 1970, i no s'han actualitzat des de llavors. La Secció 6(a) de la llei OSH atorga a l'agència l'autoritat per adoptar les normes federals existents o les normes de consens nacional com a normes aplicables per l'OSHA. La majoria dels LEP continguts en les taules Z de 29 CFR 1910.1000 van ser adoptades des de la Walsh-Healy Public Contracts Act (Llei de Contractes Públics Walsh-Healy) com a estàndards federals per a la indústria general existent. Aquests, al seu torn, s'havien adoptat a partir dels Threshold Limit Values (valors límits dels llindars o TLV®) de 1968 de l'American Conference of Governmental Industrial Hygienists (Conferència Americana d'Higienistes Industrials Governamentals o ACGIH®).